# (25594) Kessler
(25594) Kessler est un astéroïde de la ceinture principale.

## Description
(25594) Kessler est un astéroïde de la ceinture principale. Il fut découvert le 29 décembre 1999 à Eskridge par Gary Hug et Graham E. Bell. Il présente une orbite caractérisée par un demi-grand axe de 2,98 UA, une excentricité de 0,06 et une inclinaison de 10,6° par rapport à l'écliptique.

## Compléments